# Mimosa polychaeta
Mimosa polychaeta är en ärtväxtart som beskrevs av Gustaf Oskar Andersson Malme. Mimosa polychaeta ingår i släktet mimosor, och familjen ärtväxter. Inga underarter finns listade i Catalogue of Life.